# 電解精錬
電解精錬（でんかいせいれん、英語：electrolysis refining、electrolytic refining）とは電気分解を利用する金属の精錬法である。純度を高める技術には違いないが、不純物の溶液からも金属を抽出できる方法であり、一つの選鉱法ともいえる。

## 近代的発明
塩酸酸性の塩化金酸水溶液を用いた金、および硝酸銀水溶液を用いた銀の精錬が行われる。さらに融解氷晶石にアルミナを溶解したものを電解液として、アルミニウムを精製することもできる（ホール・エルー法）。
金属の電解精錬で最古に確立した技術は銅の電解精錬であり、1847年にジョージ・リチャーズ・エルキントン(George Richards Elkington)が実験室で成功し、1865年にイギリスウェールズのPembreyに電解工場を建て工業化し、特許を取得した。1869年とする文献もある。
1863年、チャールズ・ワット(Charles Watt)が塩化金酸から電解精錬で金を析出できることを発見した。1874年、いわゆるウォールウィル法が精製を実現させた。この技術が直面した一番の難しさというのは、陽極面に塩化銀が沈着して溶解しなくなってくることであった。この問題は直流の電解電流に交流を混ぜることで解決された。
銀の電解精錬は1884年にメービアス(Bernhard Moebius)が工業化した。日本では、1899年に三菱大阪製錬所が電気分銅工場を完成させ、また1901年に同製錬所においてメービアス銀電解法を開始した。
電解精錬は、三相交流などの電力系統が整備されるにともない、急激な増産を遂げた。銀の増産は価格を下落させて銀本位制の維持を困難にした。かわりに各国で金本位制の採用がすすみ、そのことが大不況 (1873年-1896年) へつながった。 

## 銅の場合

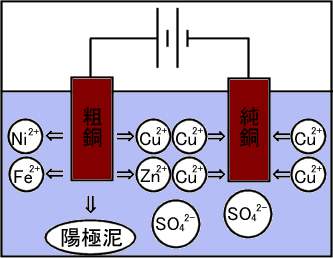
電解精錬

現在、電解精錬は主に銅の精錬で用いられる。粗銅（純度99%）を純銅（純度99.99%以上）にすることができる。銅の電解精錬では、粗銅板を陽極、純銅板を陰極として、硫酸酸性硫酸銅(II)水溶液中で行う。（ステンレス板を陰極にして、純銅を析出させ、剥ぎ取るやり方もある）粗銅には銅のほか鉱石由来の不純物として鉄、ニッケル、亜鉛などが含まれるほか、金、銀などの貴金属類やセレン、ケイ酸塩なども微量に含まれる。また銅鉱石を製錬する際、金鉱石（石英中に金の微粒子として含まれるもの）を融剤として用いると含まれていた金は粗銅地金に移るため、銅製錬と金の回収の一石二鳥の製錬が可能である。
陽極ではこの粗銅から銅イオン、に加えて銅よりもイオン化傾向が大きい鉄イオン、ニッケルイオン、亜鉛イオンなどが溶け出す。これによりイオン化しにくい金、銀、セレン、テルルおよびケイ酸塩などは粗銅中から外に出て陽極の下に陽極泥として沈殿する。陰極では粗銅から溶け出した銅イオンや、もともと硫酸銅水溶液に含まれていた銅イオンが銅として析出し純銅の陰極に付着する。陽極で粗銅から溶け出したほかのイオン化傾向が大きい（酸化還元電位の低い）金属イオンは析出せず水溶液中に溶けたままなので、陰極では純粋な銅が得られる。ヒ素、アンチモン、ビスマスも陽極に含まれるが、これらはイオン化傾向（酸化還元電位）が銅に近く、陽極から一部が溶け、一部が沈殿する。

## 化学反応式
電解精錬は水素よりもイオン化傾向の大きな金属であっても水素過電圧などの関係で陰極に析出させることが可能であるため亜鉛などの精製にも利用される。
陽極
- {\displaystyle {\ce {Cu->{Cu^{2+}}+2{\mathit {e}}^{-}}}}
- {\displaystyle {\ce {Fe->{Fe^{2+}}+2{\mathit {e}}^{-}}}}
- {\displaystyle {\ce {Ni->{Ni^{2+}}+2{\mathit {e}}^{-}}}}
- {\displaystyle {\ce {Zn->{Zn^{2+}}+2{\mathit {e}}^{-}}}}

陰極
- {\displaystyle {\ce {{Cu^{2+}}+2{\mathit {e}}^{-}->Cu}}}

通常、これを0.3V程度の電圧で長時間行う。